# Americano (film, 2011)
Pour les articles homonymes, voir Americano.
Pour plus de détails, voir Fiche technique et Distribution.
Americano est un film français réalisé par Mathieu Demy, produit par Mathieu Demy, Angeline Massonni (Les Films de l'Autre), Arte et Agnès Varda (Ciné Tamaris),,.

## Synopsis
Martin (Mathieu Demy) a grandi et vit à Paris. Lorsqu'il perd sa mère, restée en Californie, il doit retourner dans la ville de son enfance Los Angeles, pour s'occuper des formalités liées à son héritage.
Mais incapable de faire face à la mort, il fuit vers Tijuana où il s'égare sur les traces d'une danseuse mexicaine qu'il a connue jadis, et qui avait depuis occupé une place importante dans la vie de sa mère.
Pour faire son deuil, Martin devra revisiter son passé.

## Fiche technique
- Titre : Americano
- Réalisation : Mathieu Demy
- Scénario : Mathieu Demy
- Musique : Georges Delerue
- Chef opérateur : Georges Lechaptois
- Chef décorateur : Arnaud Roth
- Costumes : Rosalie Varda
- 1er Assistant Réalisateur : Antoine Chevrollier
- Photographe plateau : Ronald Martinez
- Genre : drame
- Sortie :
  - France : 30 novembre 2011

## Distribution

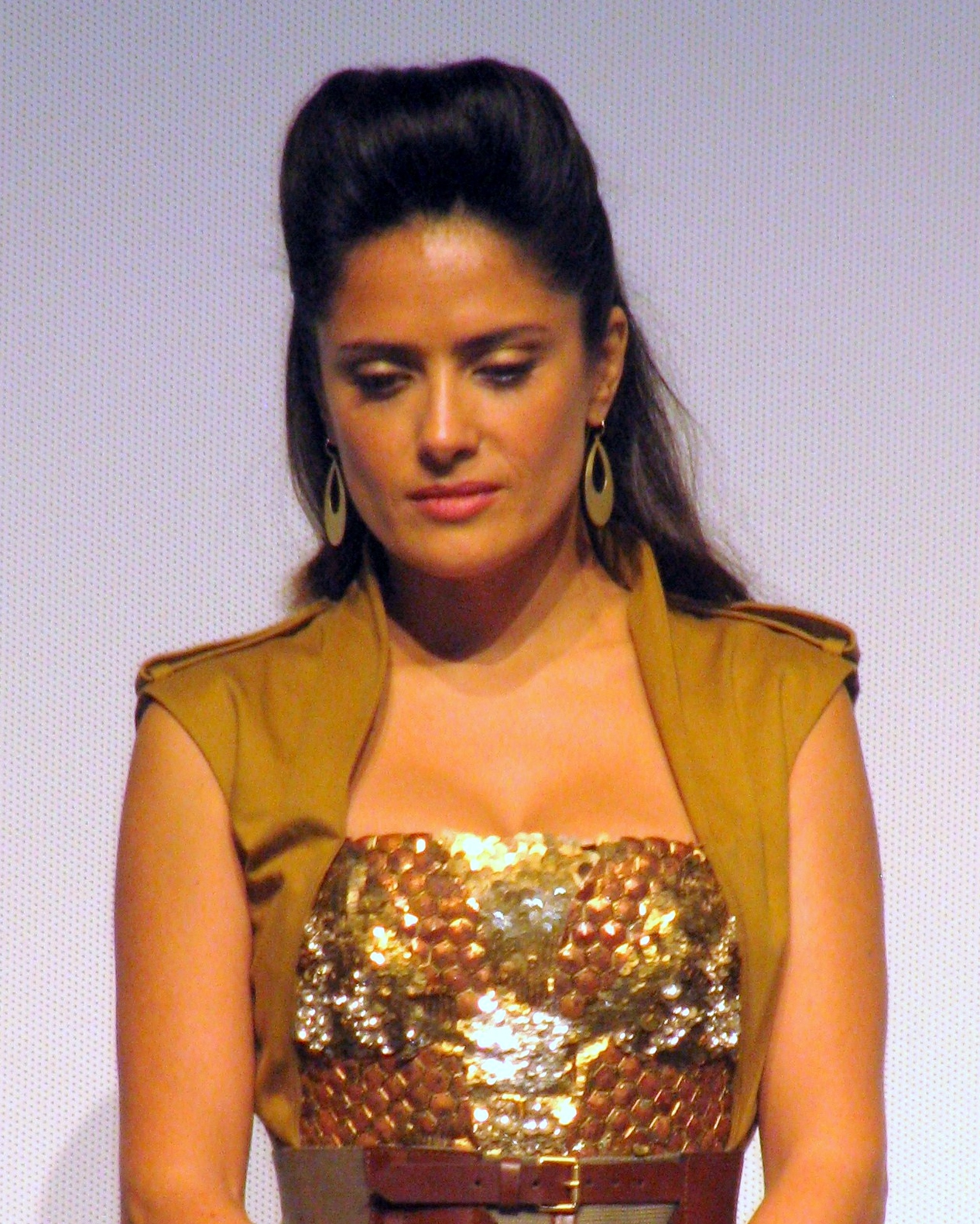
L'actrice principale Salma Hayek à la première du film au Festival international du film de Toronto 2011.

- Mathieu Demy[1] : Martin Cooper
- Salma Hayek : Lola/Rosita
- Geraldine Chaplin : Linda
- Chiara Mastroianni[1] : Claire
- Carlos Bardem : Luis
- Jean-Pierre Mocky[1] : Le père
- Pablo Garcia : Pedro
- André Wilms : L'Allemand

## À savoir
- Le film est ponctué d'extraits du film Documenteur de sa mère Agnès Varda[4].
- Le tournage a eu lieu à Los Angeles, Paris, Noirmoutier[5] et Tijuana entre septembre et octobre 2010.
- Mathieu Demy est lauréat de l'aide à la création 2009 de la Fondation Gan pour le cinéma pour ce film[6].